# تایس پیکارت
تایس پیکارت (انگلیسی: Thaís Picarte؛ زادهٔ ۲۲ ژوئیهٔ ۱۹۸۲) بازیکن فوتبال اهل برزیل است.
از باشگاه‌هایی که در آن بازی کرده‌است می‌توان به باشگاه فوتبال سائو پائولو اشاره کرد.
وی همچنین در تیم ملی فوتبال زنان برزیل بازی کرده‌است.